# Falan (kommun)
Falan är en kommun i Colombia.   Den ligger i departementet Tolima, i den centrala delen av landet, 120 km nordväst om huvudstaden Bogotá. Antalet invånare är 9 277.